# EpiCentre K
EpiCentre K (Епіцентр К en ukrainien) est une chaîne de grands magasins en Ukraine de grande distribution spécialisée dans le bricolage fondée en 2003.

## Histoire
C'est le plus grand détaillant ukrainien. Il est installé à Kiyv, Kharkiv et dans une centaine de points de vente.

## En images

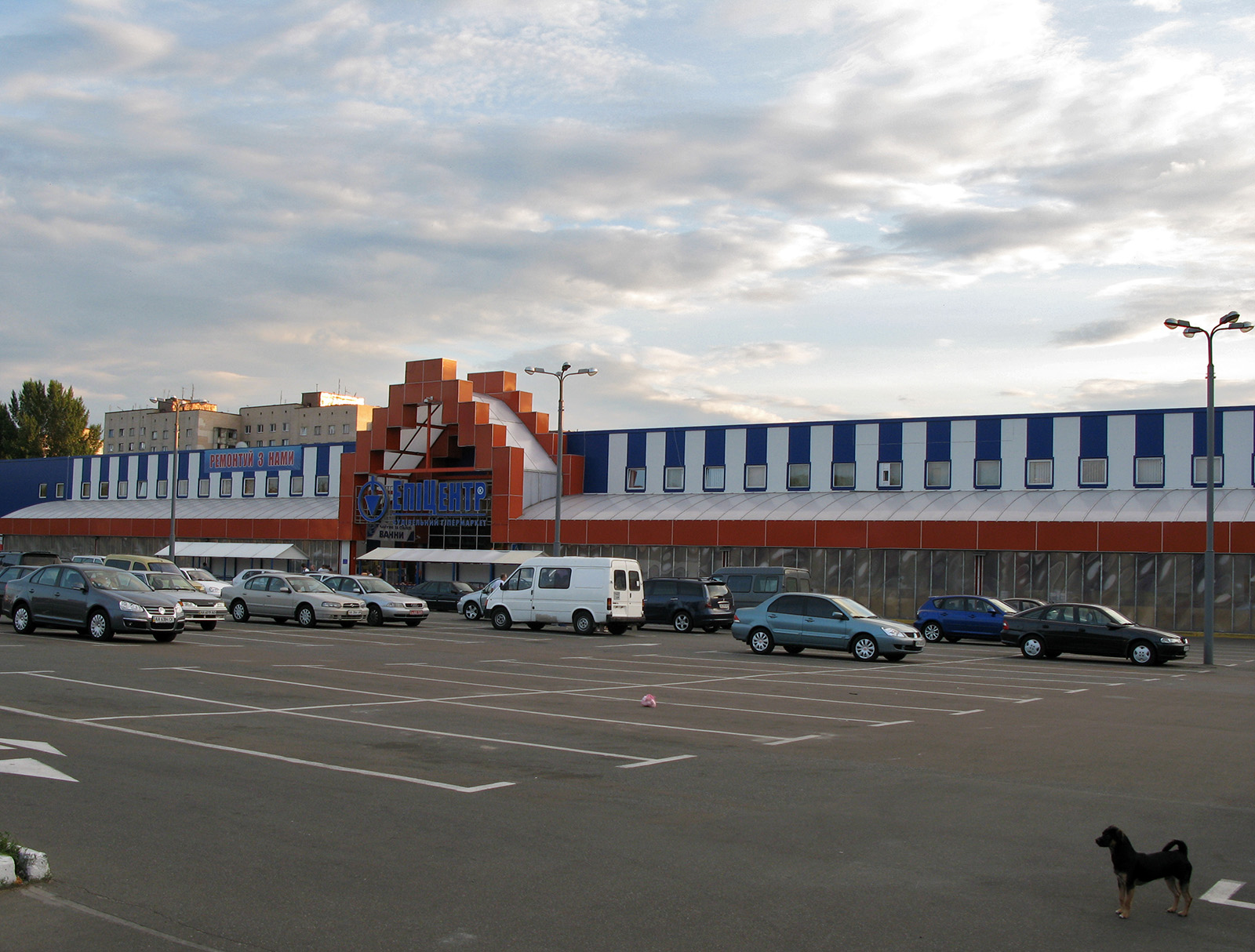
Le site de Kiev.
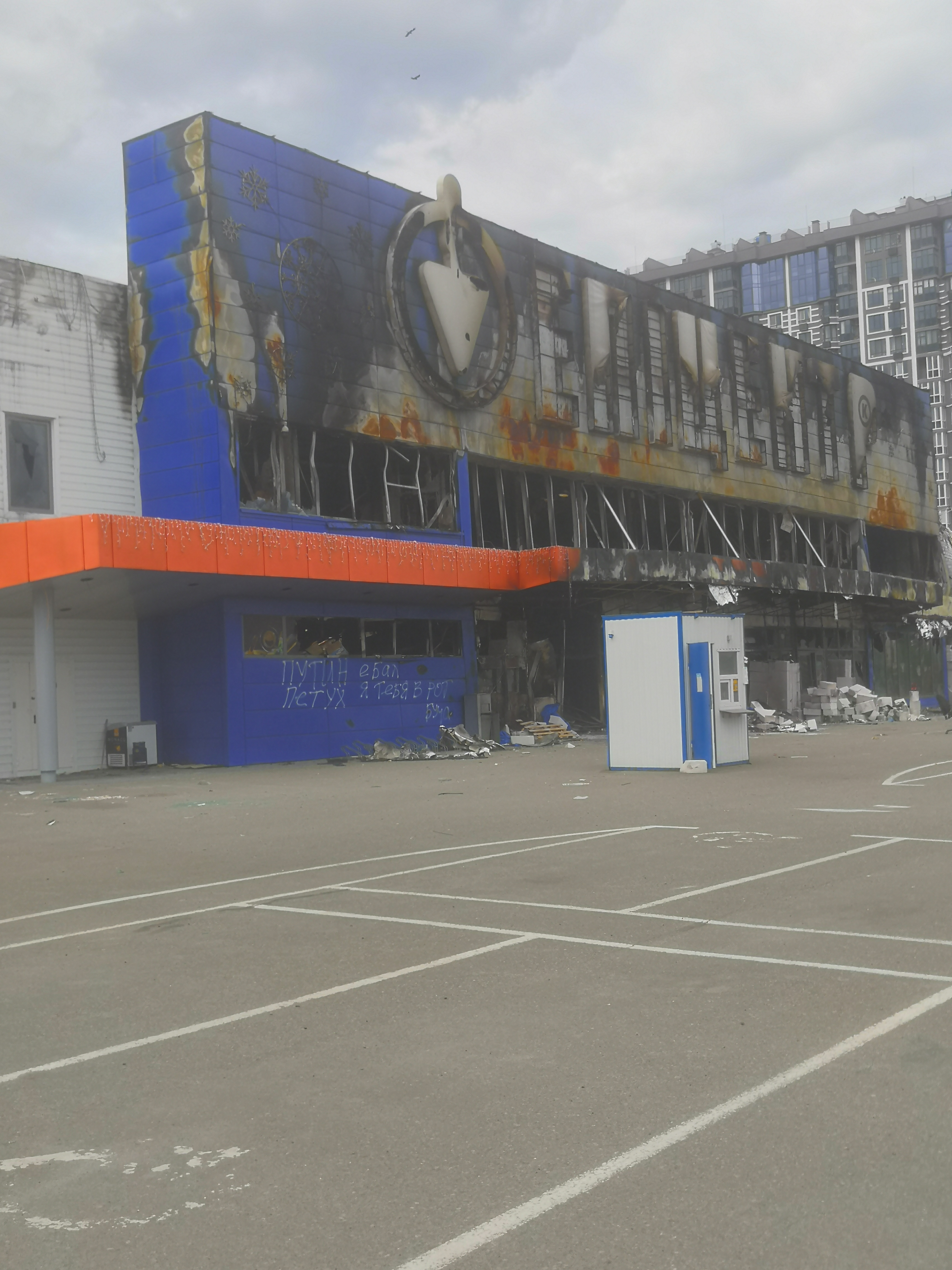
Le site de Boutcha 2022.
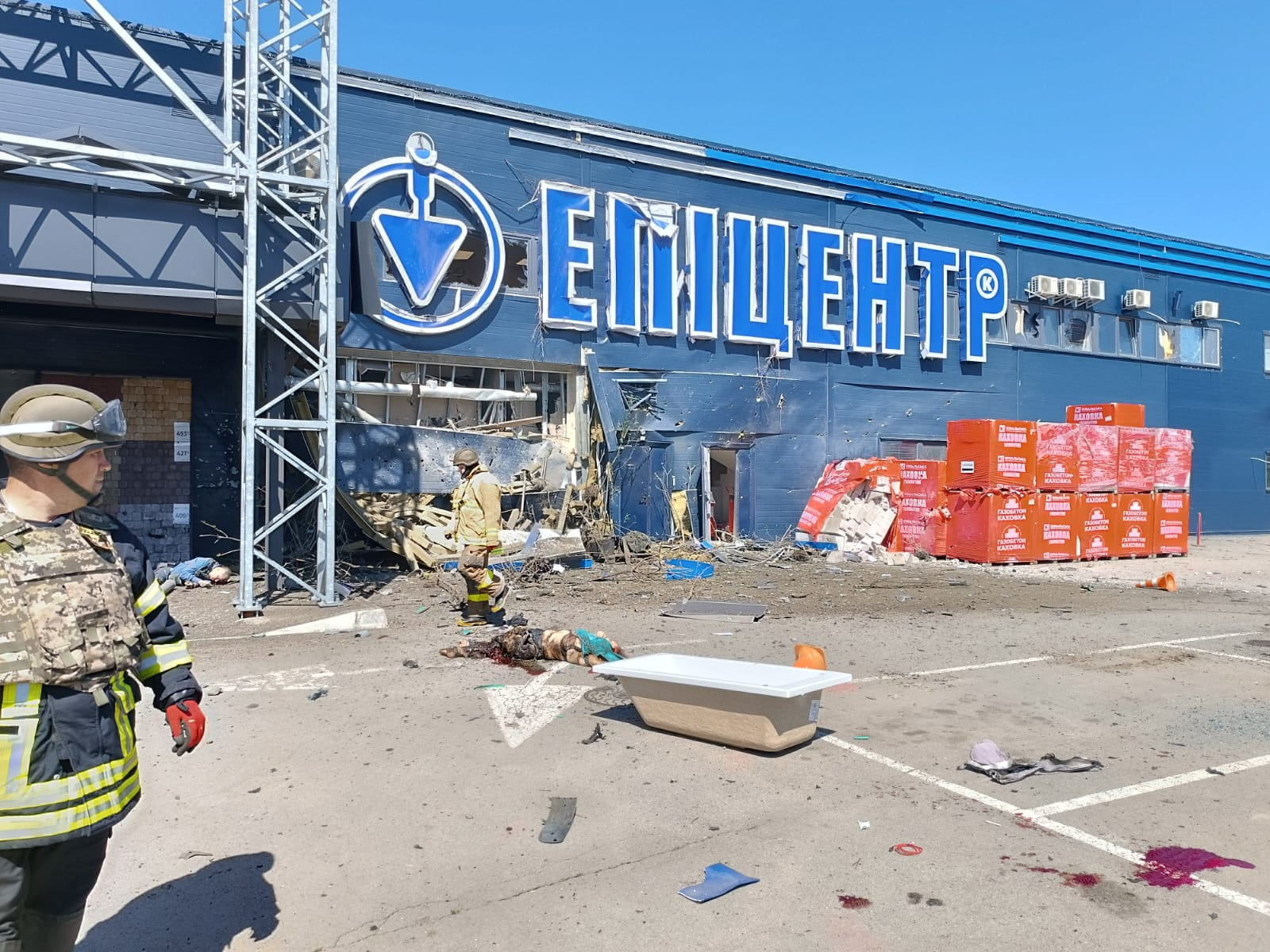
Le magasin de Kherson en 2023.
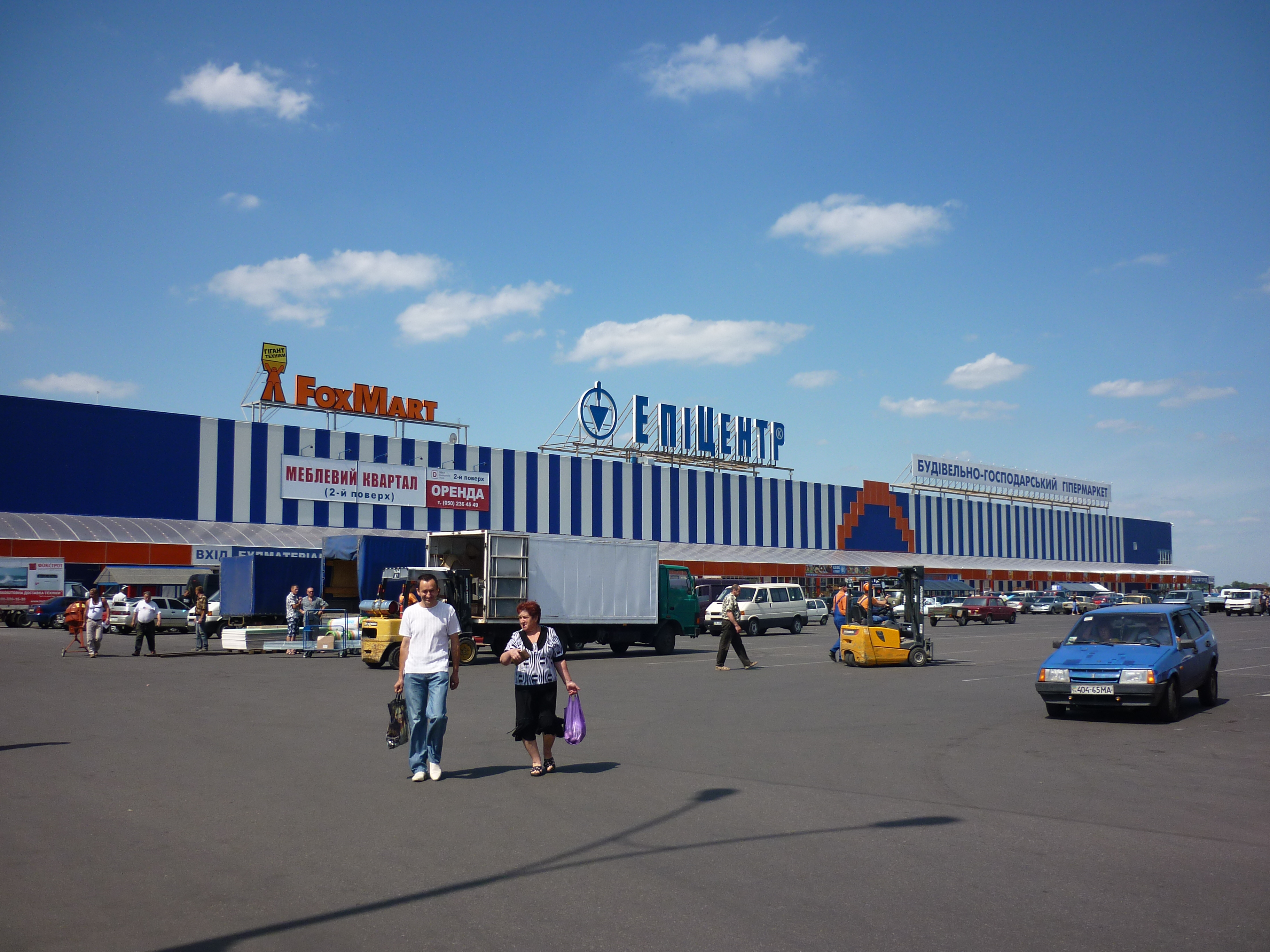
Celui de Tcherkassy.
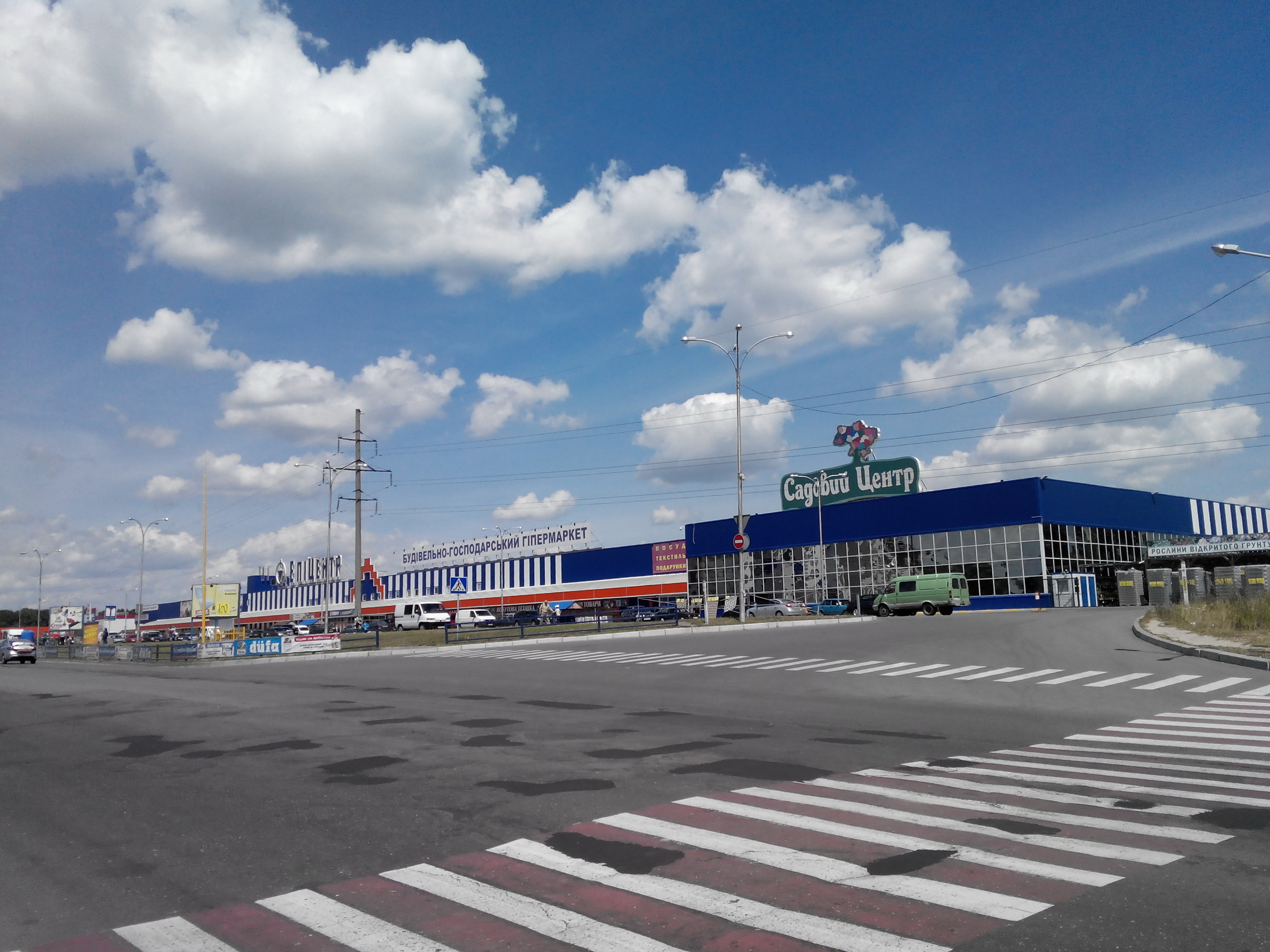
Et de Tchernihiv.

## Activité

### La guerre russo-ukrainnienne
Les magasins font partie des lieux frappés par les bombardements, en particulier celui de Kharkiv faisant onze morts, quarante blessés et seize disparus.